# Parets del Vallès
Parets del Vallès (spanisch Parets del Vallés) ist eine Stadt in Katalonien in der Nähe von Barcelona mit 18.881 Einwohnern (Stand: 2024) auf etwa 9 km². Die Stadt wird in Nord-Süd-Richtung vom Fluss Tenes durchflossen.

## Geschichte
Die Stadt wurde 878 erstmals erwähnt, allerdings erst 904 unter dem Namen vila Parietes. Den katalanischen Namen bekam sie im 12. Jahrhundert, wohl wegen der römischen Mauern, die dort gefunden wurden (Parets katal. für Mauern, Wände).

## Wirtschaft
Parets verfügt über eine solide Infrastruktur und ist gut an Spanien und den Rest Europas angebunden. Die Wirtschaft ist eher industriell geprägt. Die meisten Beschäftigten arbeiten in mittelständischen Unternehmen, allerdings gibt es auch Niederlassungen einiger großer Firmen (u. a. Danone, Fujifilm, Novartis). Der Circuit de Catalunya liegt in der Nähe von Parets.

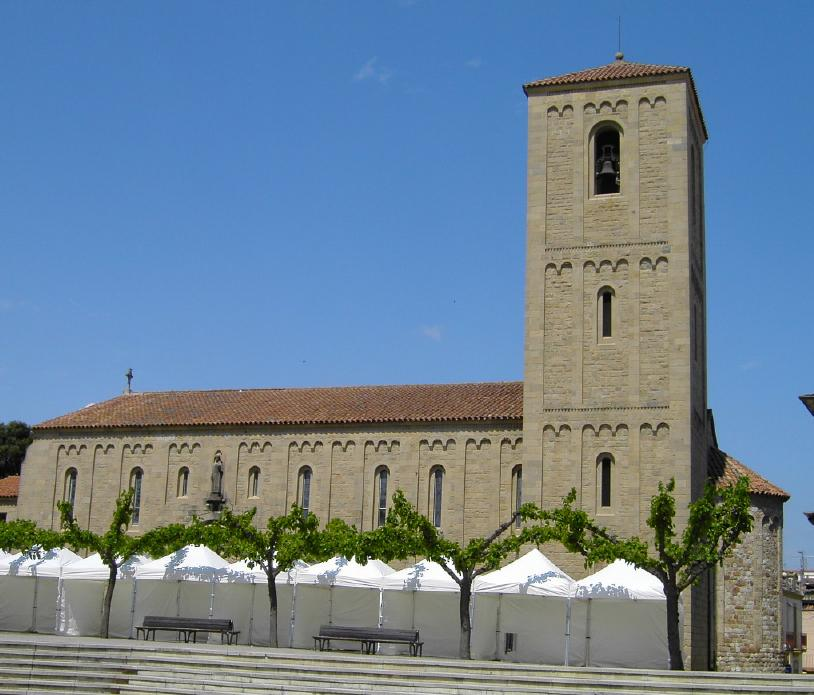
Kirche Sant Esteve in Parets del Vallès
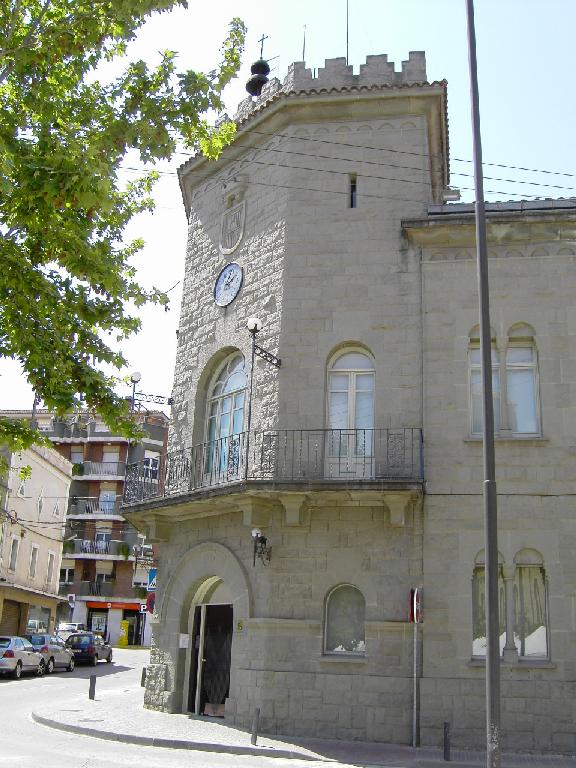
Rathaus Parets del Vallès

## Klima
Durch seine Nähe zum Meer hat Parets ein gemäßigtes Mittelmeerklima. Die Temperaturen sind im Winter im Durchschnitt zwischen 7 °C und 9 °C und im Sommer zwischen 22 °C und 25 °C.

## Persönlichkeiten
- Josep Seguer Sans (1923–2014), Fußballspieler und -trainer, in Parets del Vallès geboren